# Moundridge
Moundridge – miasto w Stanach Zjednoczonych, w stanie Kansas, w hrabstwie McPherson.